# Плавання на літніх Олімпійських іграх 2020 — естафета 4x200 метрів вільним стилем (чоловіки)
Змагання з плавання в естафеті 4x200 метрів вільним стилем серед чоловіків на літніх Олімпійських іграх 2020 відбулися 27 і 28 липня 2021 року в Олімпійському центрі водних видів спорту. Це була двадцять шоста поспіль поява цієї дисципліни на Олімпійських іграх. Її проводили на кожній Олімпіаді починаючи з 1908 року.

## Рекорди
Перед цими змаганнями чинні світовий і олімпійський рекорди були такими:
| Світовий рекорд     | - США (USA) - Майкл Фелпс (1:44.49) - Ріккі Беренс (1:44.13) - Дейв Волтерс (1:45.47) - Раян Лохте (1:44.46)     | 6:58.55 | Рим, Італія                         | 31 липня 2009  | [ 2 ] [ 3 ] |
| Олімпійський рекорд | - США (USA) - Майкл Фелпс (1:43.31) - Раян Лохте (1:44.28) - Ріккі Беренс (1:46.29) - Пітер Вандеркаай (1:44.68) | 6:58.56 | Пекін, Китайська Народна Республіка | 13 серпня 2008 | [ 4 ]       |

## Кваліфікація
На Олімпійські ігри квадіфікувалися збірні, що посіли перші 12 місць у цій дисципліні на Чемпіонаті світу з водних видів спорту 2019. Додатково кваліфікувалися 4 збірні, що показали найкращі результати на затверджених кваліфікаціїних змаганнях під час кваліфікаційного періоду (від 1 березня 2019 до 30 травня 2020 року).

## Формат змагань
Змагання складаються з двох раундів: попередні запливи та фінал. Збірні, що показали 8 найкращих результатів у попередніх запливах, виходять до фіналу. У тому разі, коли на останнє місце потрапляння до фіналу претендують дві чи більше збірні з однаковим часом, передбачено перепливання.

## Розклад
Змагання тривають два дні, кожний раунд наступного дня.
Часовий пояс - японський стандартний час (UTC + 9)
| Дата     | Час   | Раунд             |
| -------- | ----- | ----------------- |
| 27 липня | 19:58 | Попередні запливи |
| 28 липня | 12:26 | Фінал             |

## Результати

### Попередні запливи
Збірні, що показали 8 найкращих результатів незалежно від запливу, виходять до фіналу.
| Місце | Заїзд | Доріжка | Країна                | Плавці | Час     | Примітки |
| ----- | ----- | ------- | --------------------- | --- | ------- | -------- |
| 1     | 2     | 3       | Велика Британія (GBR) | Метью Річардс (1:46.35) Джеймс Ґай (1:44.66) Келум Джарвіс (1:45.53) Томас Дін (1:46.71)                   | 7:03.25 | Q        |
| 2     | 2     | 4       | Австралія (AUS)       | Александер Грем (1:45.72) Мак Гортон (1:47.51) Елайджа Віннінґтон (1:46.19) Зак Інсерті (1:45.58)          | 7:05.00 | Q        |
| 3     | 1     | 5       | Італія (ITA)          | Стефано Ді Кола (1:47.00) Маттео Чампі (1:45.64) Марко Де Тулліо (1:46.78) Філіппо Мельї (1:45.63)         | 7:05.05 | Q        |
| 4     | 1     | 4       | Росія (RUS)           | Михайло Довгалюк (1:46.56) Олександр Красних (1:46.78) Іван Гірьов (1:45.71) Михайло Вековищев (1:46.11)   | 7:05.16 | Q        |
| 5     | 2     | 5       | США (USA)             | Дрю Кіблер (1:46.12) Ендрю Селіскар (1:46.17) Патрік Каллан (1:47.12) Блейк П'єроні (1:46.21)              | 7:05.62 | Q        |
| 6     | 1     | 7       | Швейцарія (SUI)       | Антоніо Дьякович (1:46.41) Нільс Лісс (1:47.23) Ное Понті (1:47.11) Роман Мітюков (1:45.84)                | 7:06.59 | Q        |
| 7     | 2     | 2       | Німеччина (GER)       | Лукас Мертенс (1:47.27) Пуль Цельманн (1:45.80) Геннінґ Мюлайтнер (1:48.11) Якоб Хайдтманн (1:45.58)       | 7:06.76 | Q        |
| 8     | 2     | 6       | Бразилія (BRA)        | Луїс Алтамір Мело (1:48.01) Фернандо Шеффер (1:46.09) Муріло Сарторі (1:46.76) Брено Коррея (1:46.87)      | 7:07.73 | Q        |
| 9     | 1     | 3       | Китай (CHN)           | Цзі Сіньцзє (1:47.14) Хун Цзіньцюань (1:48.17) Чжан Цзиян (1:46.89) Ван Шунь (1:46.07)                     | 7:08.27 |          |
| 10    | 1     | 1       | Ізраїль (ISR)         | Денис Локтєв (1:46.64) Даніел Намір (1:47.41) Томер Франкель (1:48.19) Гал Коен Грумі (1:46.41)            | 7:08.65 |          |
| 11    | 1     | 6       | Франція (FRA)         | Жордан Потен (1:47.30) Адрієн Сальван (1:48.09) Ензо Тесік (1:46.84) Жонатан Атсу (1:46.65)                | 7:08.88 |          |
| 12    | 2     | 7       | Японія (JPN)          | Коносуке Янаґімото (1:48.50) Мацумото Кацухіро (1:45.35) Хаґіно Косуке (1:47.90) Котаро Такахасі (1:47.78) | 7:09.53 |          |
| 13    | 2     | 1       | Південна Корея (KOR)  | Лі Ю Йон (1:49.55) Хван Сун Ву (1:48.88) Кім У Мін (1:49.24) Лі Хо Чун (1:47.36)                           | 7:15.03 |          |
| 14    | 2     | 8       | Ірландія (IRL)        | Джек Макміллан (1:46.66) Фінн Макґівер (1:48.46) Брендан Гайланд (1:51.28) Шейн Раян (1:49.08)             | 7:15.48 |          |
| 15    | 1     | 8       | Польща (POL)          | Кацпер Майхшак (1:49.32) Якуб Краска (1:47.94) Каміл Серадзький (1:50.44) Радослав Кавенцький (1:51.21)    | 7:18.91 |          |
| 16    | 1     | 2       | Угорщина (HUN)        | Балаж Холло (1:47.41) Габор Зомборі (1:47.27) Домінік Козма Річард Мартон                                  | DSQ     |          |

### Фінал
| Місце | Доріжка | Країна                | Плавці                                                                                                | Час     | Примітки |
| ----- | ------- | --------------------- | --- | ------- | -------- |
| 1     | 4       | Велика Британія (GBR) | Томас Дін (1:45.72) Джеймс Ґай (1:44.40) Метью Річардс (1:45.01) Данкан Скотт (1:43.45)               | 6:58.58 | ER       |
| 2     | 6       | Росія (RUS)           | Мартин Малютін (1:45.69) Іван Гірьов (1:45.63) Євген Рилов (1:45.26) Михайло Довгалюк (1:45.23)       | 7:01.81 |          |
| 3     | 5       | Австралія (AUS)       | Александер Грем (1:46.00) Кайл Чалмерс (1:45.35) Зак Інсерті (1:45.75) Томас Нілл (1:44.74)           | 7:01.84 |          |
| 4     | 2       | США (USA)             | Кіаран Сміт (1:44.74) Дрю Кіблер (1:45.51) Зак Еппл (1:47.31) Тавнлі Гаас (1:44.87)                   | 7:02.43 |          |
| 5     | 3       | Італія (ITA)          | Стефано Балло (1:45.77) Маттео Чампі (1:45.88) Філіппо Мельї (1:45.33) Стефано Ді Кола (1:46.26)      | 7:03.24 |          |
| 6     | 7       | Швейцарія (SUI)       | Антоніо Дьякович (1:45.77) Нільс Лісс (1:47.74) Ное Понті (1:46.93) Роман Мітюков (1:45.68)           | 7:06.12 |          |
| 7     | 1       | Німеччина (GER)       | Лукас Мертенс (1:46.68) Пуль Цельманн (1:46.30) Геннінґ Мюлайтнер (1:48.04) Якоб Хайдтманн (1:45.49)  | 7:06.51 |          |
| 8     | 8       | Бразилія (BRA)        | Фернандо Шеффер (1:45.93) Муріло Сарторі (1:46.09) Брено Коррея (1:48.11) Луїс Алтамір Мело (1:48.09) | 7:08.22 |          |